# Ultima II: The Revenge of the Enchantress
Az Ultima II: The Revenge of the Enchantress egy 1982-ben kiadott számítógépes szerepjáték, az Ultima sorozat második epizódja, és egyben az első, "Age of Darkness" trilógia középső része. Ez az egyetlen játék, amelyet a Sierra On-Line adott ki, ugyanis a cég és a fejlesztő Richard Garriott összekülönböztek az IBM port után járó jogdíjakon, és Garriott ezt követően megalapította a saját, Origin Systems nevű cégét.
A cselekmény a Minax nevű varázslónő körül forog, aki az első részben legyőzött Mondain mágusért akar bosszút állni. A játékosnak az időben utazva kell helyreállítania a világ békéjét. Az Ultima II-ben a bejárható világ mérete nagyobb, és grafikailag is fejlettebb, mint az első rész.

## Játékmenet
Gyakorlatilag megegyezik az első résszel, leszámítva hogy nagyobb játékterek vannak. Több labirintust is be lehet immár járni, azonban egyáltalán nem kötelező valamennyit felkeresnünk. A történet a Földön játszódik, annak több idősíkjában: a legendák korában (mitológiai kor), a Pangea idején, i.e. 1423-ban, 1990-ben és 2112-ben. A játékos a világűrben is utazhat, és ennek során felkeresheti a Naprendszer bolygóit.

## Történet
Mondainnak, a sötét mágusnak a szeretője és mentoráltja, a varázslónő Minax a Földet fenyegeti a téridő-kontinuum megbolygatásával. A játék hősének be kell járnia teret és időt, hogy megállítsa őt.
A fiatal Minax túlélte az Ultima I végén a leszámolást Mondain-nel, és elrejtőzött. Hosszú idő elteltével került csak elő, erősebben és hatalmasabban, mint Mondain valaha is volt. A legyőzése után keletkezett időkaput felhasználva eljutott a legendák korába, a civilizáció hajnalára, innen pedig szétküldte szolgálóit a különféle idősíkokba. Befolyását felhasználva elérte, hogy az emberiség egymás ellen forduljon, és lényegében kihaljon a távoli jövőben.
Lord British ezért egy hőst hívott, hogy segítsen megállítani az ördögi tervet - az első részből ismert Idegen (Stranger) pedig visszatért. Minax kastélya csak időkapukon keresztül elérhető (melyek hasonlóak a későbbi részek holdkapuihoz), és szükség van a bejutáshoz egy elvarázsolt gyűrűre is, ugyanis anélkül a kastélyon belüli erőpajzsok azonnal végeznének hősünkkel. Ő végül utoléri Minaxot a legendák korában, majd az Enilno nevű karddal végez vele.
Bár az első rész a fiktív Sosaria világában játszódik, és az ottani karakterek megjelennek itt is, az Ultima II helyszíne a Föld. Garriott azt mondta, hogy erre azért volt szükség, mert az időutazás miatt mindenképpen bele kellett tenni. A későbbi játékok azonban utólag átírták a cselekményt akként, hogy az ténylegesen Sosariában játszódik.

## Fejlesztés
Ez volt Garriott első programja, amit teljes egészében assembly nyelven írt meg és nem BASIC-ben. Ennek köszönhetően a játék sebessége felgyorsult az előző részhez képest. A fejlesztési idő majdnem két év volt, Garriott ez idő alatt a Texasi Egyetemre járt, az assembly nyelven való programozást pedig egy hónap alatt tanulta meg Tom Luhrs-tól, a népszerű Apple-Oids játék alkotójától.
Ez volt az első játék a sorozatban, amelynek a dobozához szövettérképet mellékeltek, amely később a franchise védjegye lett. A térkép megmutatta, hogyan kapcsolódnak egymáshoz az időkapuk, mindezt pedig az Időbanditák című film inspirálta. A California Pacific, amely Garriott előző játékait adta ki, most pénzügyi nehézségekkel küzdött, ezért nem tudott fizetni. Végül a Sierra On-Line vállalta a kiadást és a költségek jelentős részének átvállalását, és technikai segítséget Garriottnak, miután otthagyta az egyetemet. A szövettérkép kétféle változatban került kiadásra: a korai változatok doboza nagyobb volt, ezért ebbe egy 20x28 cm-es térkép került. A későbbiekben viszont egy kisebb és gyengébb minőségű anyagból készült térképet mellékeltek.
Garriott és egyetemi szobatársa és fejlesztőtársa, Chuck Bueche tiltakozása ellenére a Sierra On-Line belerakta a játékba a Spiradisc másolásvédelmet.
1989-ben a játék kapott egy grafikai felfrissítést, ahogy az eredeti trilógia többi része is. Ez a változat csak az Ultima Trilogy I-II-III kiadásban jelent meg Apple-re, és néhány hónap után befejezték a forgalmazását.
1998-ban az Ultima Collection részeként CD-n is megjelent. Az újrakiadásokról kihagyták a Földet kivéve a Naprendszer összes többi bolygóját, azonban az X bolygó rejtett térképe továbbra is elérhető volt és a játékot így is meg lehetet nyerni. A modern számítógépeken a program játszhatatlan lett, ugyanis azok túl gyors számítási kapacitása miatt a játék kódja nullával osztott a futtatáskor. Egy Voyager Dragon névre hallgató rajongó a The Exodus Project nevű weboldalán kiadott több javítást, amellyel a játék már megfelelően fut DOSBox alatt, és a grafikát is feljavította.

### Portok
1983 végén a 8 bites Atari gépekre is megjelent a játék, ami valamivel nagyobb felbontású volt, de gyakorlatilag teljesen megegyezett az Apple II verzióval, és nem használta ki ezeknek a gépeknek az extra képességeit.
Hírhedt módon Commodore 64-re előbb adták ki, mint ahogy azt a portolója be tudta volna fejezni. Emiatt több játékelem hiányzik, és az indítóképernyő is csak egy egyszerű, szöveges változat.
Az IBM PC verzió csak CGA grafikus kártyával futott, MS-DOS kompatibilis operációs rendszereken, és csak a PC hangszórót tudta megszólaltatni. Csak az Intel 8088 processzoraival futott megfelelően, az annál fejlettebbekkel egyszerűen túl gyorsan futott, és egy idő után előjött a nullával osztás miatt a program összeomlása. Garriott és a Sierra On-Line szerződésében eleinte szó sem volt IBM PC portról, mert Garriott nem tartotta túl sokra a PC-ket, bumfordinak, drágának és gyengének nevezte azokat. Később aztán a szerződés másként való értelmezése miatt mégis rákényszerítették, hogy készítse azt el, de ezt követően a saját cégének alapításán kezdett el gondolkozni.
1985 májusában a Sierra On-Line kiadta a játék Macintosh 128K és Macintosh 512K portját. Az Ultima III mellett ez az egyetlen játék a sorozatban, amely Macintoshra is megjelent. A program egészen a System 6-ig kompatibilis, egy patch segítségével a 7.5-ös verzióig is elfut.
1985 júniusában megjelent Atari ST gépekre is, az egyik első játék volt, amely erre a platformra is megjelent. Ez se igazán használta ki a gép képességeit, emellett közvetlenül a TOS-ból indult, nem pedig egy magától bebootoló lemezről, mint az ST többi játéka.

## Fordítás
- Ez a szócikk részben vagy egészben  az   Ultima II: The Revenge of the Enchantress című angol Wikipédia-szócikk ezen változatának fordításán alapul.  Az eredeti cikk szerkesztőit annak laptörténete sorolja fel. Ez a jelzés csupán a megfogalmazás eredetét és a szerzői jogokat jelzi, nem szolgál a cikkben szereplő információk forrásmegjelöléseként.